# Detlev von Einsiedel

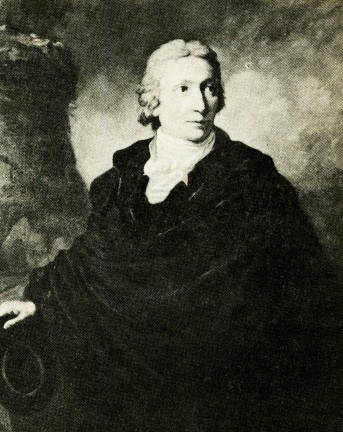
Detlev von Einsiedel

Detlev Graf von Einsiedel (ur. 12 października 1773 w Wolkenburgu, zm. 20 marca 1861 w Dreźnie) – hrabia Saksonii, polityk pruski, przemysłowiec.
Detlev pochodził ze szlacheckiej rodziny von Einsiedel z Wolkenburga nad Zwickauer Mulde, był trzecim synem i siódmym z 13 dzieci ministra Detlev Carl Graf von Einsiedel (1737-1810). Jego matka, Sidonie Albertine z domu hrabina von Schönburg-Lichtenstein, zmarła w 1787 roku.
W 1813 został ministrem spraw wewnętrznych, a potem także zagranicznych Królestwa Saksonii. Właściciel fabryki metalurgicznej w Lauchhammer. Założyciel huty Zgoda w Świętochłowicach.
Odznaczony Orderem Orła Białego w 1828 roku.